# Rixensart
Rixensart (en való Ricsinsåt) és un municipi belga del Brabant Való a la regió valona. Se situa a 15 km al sud de Brussel·les, a 15 km a l'est de Waterloo i 5 km al nord de Wavre. Comprèn les localitats de Genval, Rixensart i Rosières.

## Agermanament
- Le Touquet-Paris-Plage
- Winterberg
- Birstall (Leicestershire)
- Poperinge
- Bradu
- Ruhondo